# Espalais
Espalais – miejscowość i gmina we Francji, w regionie Oksytania, w departamencie Tarn i Garonna.
Według danych na rok 1990 gminę zamieszkiwało 367 osób, a gęstość zaludnienia wynosiła 47 osób/km² (wśród 3020 gmin regionu Midi-Pireneje Espalais plasuje się na 704. miejscu pod względem liczby ludności, natomiast pod względem powierzchni na miejscu 1262.).